# Ambrosior
Ambrosior (Ambrosia) är ett släkte ett- eller fleråriga, håriga örter. Bladen är strödda eller åtminstone nedtill motsatta, skaftade eller oskaftade upptill, handflikiga, parflikiga eller dubbelt parflikiga. Blomkorgarna är små. Holkfjällen är sammanväxta och blommorna är enkönade och sambyggare. Hanblommorna är rörlika, i hängande korgar som sitter axlikt samlade i stjälk- eller grentoppar. Honblommorna är ensamma, i skålformade korgar i bladvecken. Frukten är innesluten i blomkorgen, utan pensel.
Kromosomtal: 2n=24 (ambrosia), 2n=36 (sträv ambrosia), 2n=varierande (malörtsambrosia).

## Utbredning
Släktet omfattar drygt 40 arter som de flesta ursprungligen är hemmahörande i Nordamerika. Bara en, den fleråriga arten sträv ambrosia (A. psilostachya), betraktas som inhemsk i Sverige. Ytterligare fyra arter har tillfälligt påträffats, bland dessa är hästambrosia (A. trifida) och malörtsambrosia (A. artemisiifolia) de vanligast förekommande.

## Ambrosior som allergener
Ambrosior är vindpollinerade och liksom flera andra sådana kan de orsaka pollenallergi. I USA hör ragweeds, som de heter på engelska, till de mest besvärliga allergiväxterna.

## Etymologi
Släktnamnet Ambrosia var ett växtnamn redan hos Dioskorides och Plinius.